# De vanger
De vanger is een Nederlandse televisiefilm uit 2003 onder regie van Johan Timmers. De film is gebaseerd op de gelijknamige roman van Manon Uphoff uit 2002 en werd uitgebracht als deel van de Lolamoviola. Uphoff schreef ook het scenario.

## Verhaal
Een vrouw krijgt te horen dat ze na het overlijden van haar vader zijn grote huis heeft geërfd, op voorwaarde dat ze het opknapt. Ze trekt erin en huurt een man in om het huis te restaureren. De twee voelen een romantische spanning en beginnen al snel een hartstochtelijke affaire. Wat eerst lijkt op puur lichamelijk contact, met veel seksueel spel, loopt uit op een serieuze relatie als de man aankondigt dat hij een hemelbed in het huis wil bouwen. De ongewone relatie zorgt echter al snel voor irritaties. Het ene moment kunnen de man en vrouw het prima met elkaar vinden, het andere moment zijn ze boos en beschuldigen ze elkaar van onder andere overspel. Desondanks kunnen ze niet zonder elkaar leven.
Niet veel later blijkt dat de vrouw zwanger is. Het is voor de man zeer belangrijk, maar de vrouw is er niet van onder de indruk. Ze is meer begaan met het werk van haar man, het enige wat hem ervan weerhoudt om zijn tijd constant met haar door te brengen. Op een dag besluit ze hem op zijn werk te bezoeken, maar dit loopt uit op een ruzie. De geboorte van de baby lijkt alle spanningen tot bedaren te brengen. Een bezoek van de familie maakt hier een einde aan. Haar broers maken er geen geheim van dat ze de man niet goedkeuren. De man zondert zich af van de vrouw en pakt 's nachts hun baby uit de wieg.
Geheel onverwachts laat de man de baby uit zijn handen vallen. In paniek besluit hij het huis te verlaten, om vervolgens rond te dwalen op de straten. Na tijden van eenzaamheid neemt hij opnieuw contact op met de vrouw. Aanvankelijk vergeeft ze de man zijn daad, totdat ze plotseling vertrekt, met de opmerking dat hij haar met rust moet laten.

## Rolbezetting
| Acteur             | Personage    |
| ------------------ | ------------ |
| Monic Hendrickx    | Vrouw        |
| Gunther Lesage     | Man          |
| Rik Launspach      | Broer Ruben  |
| Matthias Maat      | Broer Theo   |
| Roelant Radier     | Broer Gerard |
| Leo Janssen        | Broer Harry  |
| Maiko Kemper       | Notaris      |
| Thomas Vreman      | Baby         |
| Wim van der Grijn  | Kapper       |
| Peter Van den Eede | Melvin       |